# Sesarma crassipes
Sesarma crassipes is een krabbensoort uit de familie van de Sesarmidae. De wetenschappelijke naam van de soort is voor het eerst geldig gepubliceerd in 1889 door Cano.